# 皮耶迪蒙特-埃特内奥
皮耶迪蒙特-埃特内奥（義大利語：Piedimonte Etneo），是意大利西西里大区卡塔尼亞廣域市的一个市镇。总面积26平方公里，人口4052人，人口密度155.8人/平方公里（2009年）。ISTAT代码为087035。